# Julius Lange

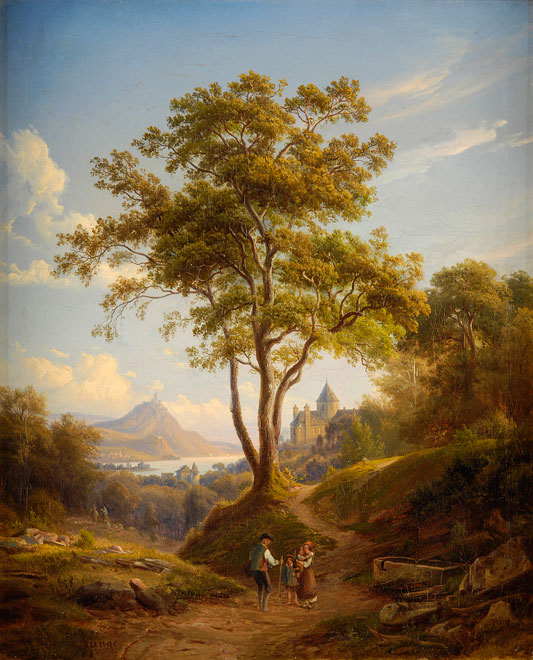
Am Rhein bei Nonnenwerth (1850)

Julius Lange; (Darmstadt, 17 de agosto de 1817-Múnich, 25 de junio de 1878) fue un pintor paisajista alemán del siglo XIX.

## Vida y obra
En 1834, inspirado por su hermano mayor, el arquitecto Ludwig Lange, se inscribió en la Academia de Bellas Artes de Múnich. Sin embargo, después de un periodo corto de tiempo, se cambió a la Academia de Bellas Artes de Düsseldorf, convirtiéndose en un alumno de Johann Wilhelm Schirmer, quien lo apoyo para que pudiera establecerse en Múnich. Una vez ahí, su éxito financiero fue asegurado por un gran número de considerables comisiones. La Accademia di Belle Arti di Venezia ordenó una serie de bocetos para usarlos en sus clases de pintura paisajista y la Academia de Bellas Artes de Brera, en Milán, solicitó dos lienzos grandes. También buscó contactos en la corte y se desempeñó como instructor de arte de la archiduquesa Carlota de Bélgica hasta 1858
En ese momento, problemas familiares lo obligaron a regresar a Múnich, y una vez más, hizo contactos con la realeza. Pintó varias obras tanto para el Rey Maximiliano II de Baviera como para su hijo Luis II de Baviera, así como estudios de diseño de interiores para los palacios reales en Herrenchiemsee y Linderhof.